# Ann Sydney
Ann Sydney (Poole, 1944) è una modella, attrice e conduttrice televisiva britannica, vincitrice del concorso di bellezza Miss Mondo 1964.

## Biografia
Ex Miss Regno Unito, Ann Sydney è stata incoronata quattordicesima Miss Mondo, il 12 novembre 1964 presso il Lyceum Theatre di Londra, ricevendo la corona dalla Miss Mondo uscente, la giamaicana Carole Joan Crawford. È stata la seconda Miss Mondo britannica, dopo Rosemarie Frankland nel 1961.
All'epoca della sua incoronazione, la Sidney aveva una relazione con Bruce Forsyth, che a quel tempo era sposato con Penny Calvert. Dopo aver ottenuto il titolo di Miss Mondo, Sydney ottenne diversi piccoli ruoli in produzioni televisive e cinematografiche, inclusa la serie Are You Being Served della BBC ed il film Si vive solo due volte.
Sidney lavorò anche nella serie australiana Birds in the Bush nel 1972, in seguito condusse l'edizione australiana del gioco televisivo The Better Sex (1978).

## Filmografia

### Cinema
- Sadismo (Performance), regia di Donald Cammell e Nicolas Roeg (1970)
- Il tesoro dell'Amazzonia (The Treasure of the Amazon), regia di René Cardona Jr. (1985)

### Televisione
- Agente speciale (The Avengers) – serie TV, episodio 5x06 (1967)
- S.W.A.T. – serie TV, episodio 1x11 (1975)
- All Saints – serie TV, episodio 7x21 (2004)